# Cteniscus leptonyx
Cteniscus leptonyx là một loài tò vò trong họ Ichneumonidae.